# Filip IV som jägare
Filip IV som jägare (spanska: Felipe IV, cazador) är en oljemålning av den spanske barockkonstnären Diego Velázquez. Den utfördes 1632–1634 och ingår i samlingarna på Pradomuseet i Madrid.
Velázquez flyttade 1623 från födelsestaden Sevilla till Madrid där han snabbt blev den ledande konstnären vid Filip IV:s hov. Han målade framförallt porträtt av den kungliga familjen och omkring 1632 fick han i uppdrag att måla en serie jägarporträtt av kungen själv, kungens son infanten Baltasar Carlos och hans bror kardinalinfanten Ferdinand. Kungligheterna porträtterades i helfigur i naturlig storlek iklädda jägarutstyrsel med jaktvapen och hundar stående under stenekar. Velázquez var beundrad för sina träffande karaktärsskildringar och sin förfinade kolorit, för sin lätta och ljusa, nästan impressionistiska atmosfärskildring och för den luftiga grönskan som bildar bakgrund i detta jägarporträtt.
Jägarporträttet var avsett för Torre de la Parada(en), en kunglig jaktstuga belägen i skogsområdet Monte de El Pardo utanför Madrid. I samband med en renovering av jaktstugan 1635–1637 gjordes även ändringar i Filip IV:s porträtt, troligen för att anpassa den till nya rumsliga förhållanden. Tydligast framgår det av gevärets pipa som tidigare varit längre och kungens vänstra ben som var placerat längre till höger.  
Det enda av de tre jägarporträtten som är daterat är det av infanten Baltasar Carlos som utfördes när han var "sex år gammal", det vill säga 1635 eller 1636. Det antas av olika skäl att de två andra porträtten utfördes ett par år tidigare. En annan serie målningar av Velázquez som avbildar Filip IV och hans familj till häst utfördes ett par år senare; där ingår bland annat Ryttarporträtt av infanten Baltasar Carlos. 
Musée Goya i Castres i södra Frankrike äger en verkstadskopia av Filip IV som jägare. Målningen förvärvades av Louvren 1862 och deponerades på Musée Goya 1939. De båda versionerna skiljer sig åt i frågan om hatten som kungen i verkstadsversionen håller i handen medan han har den på huvudet i Pradoversionen.

## Velázquez jägarporträtt

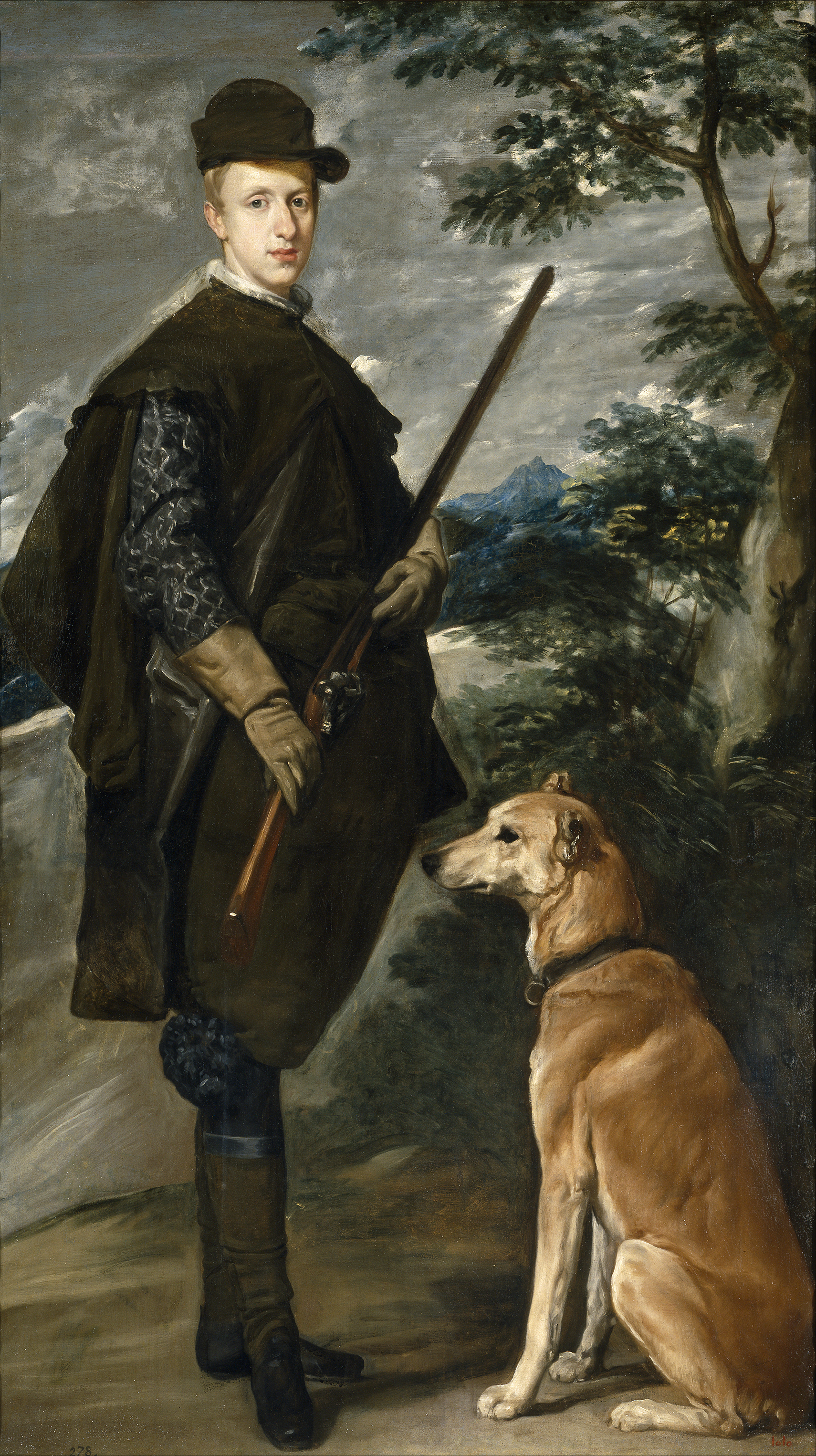
Kardinalinfanten Ferdinand som jägare (1632–1634), Pradomuseet.
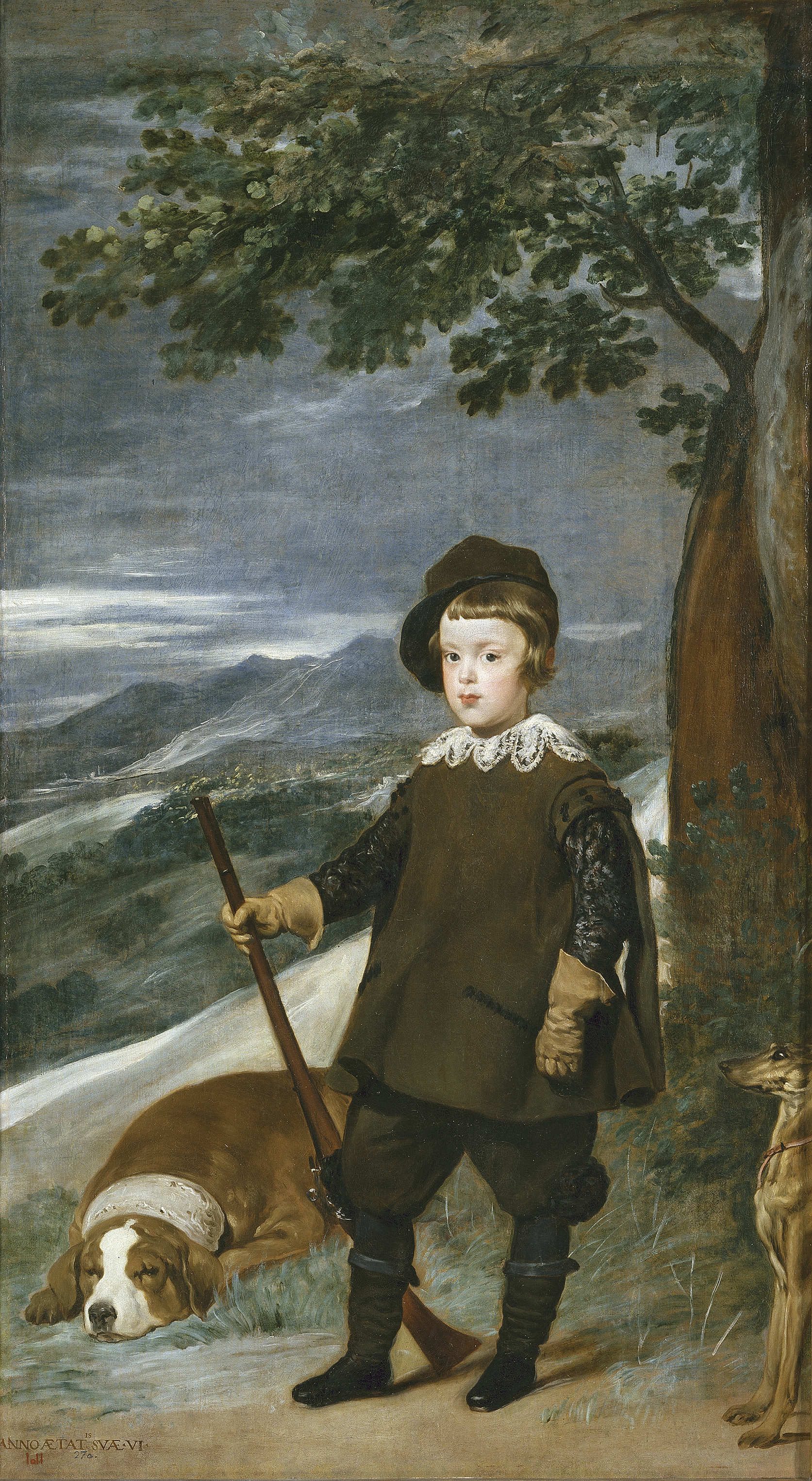
Infanten Baltasar Carlos som jägare (1635–1636), Pradomuseet.
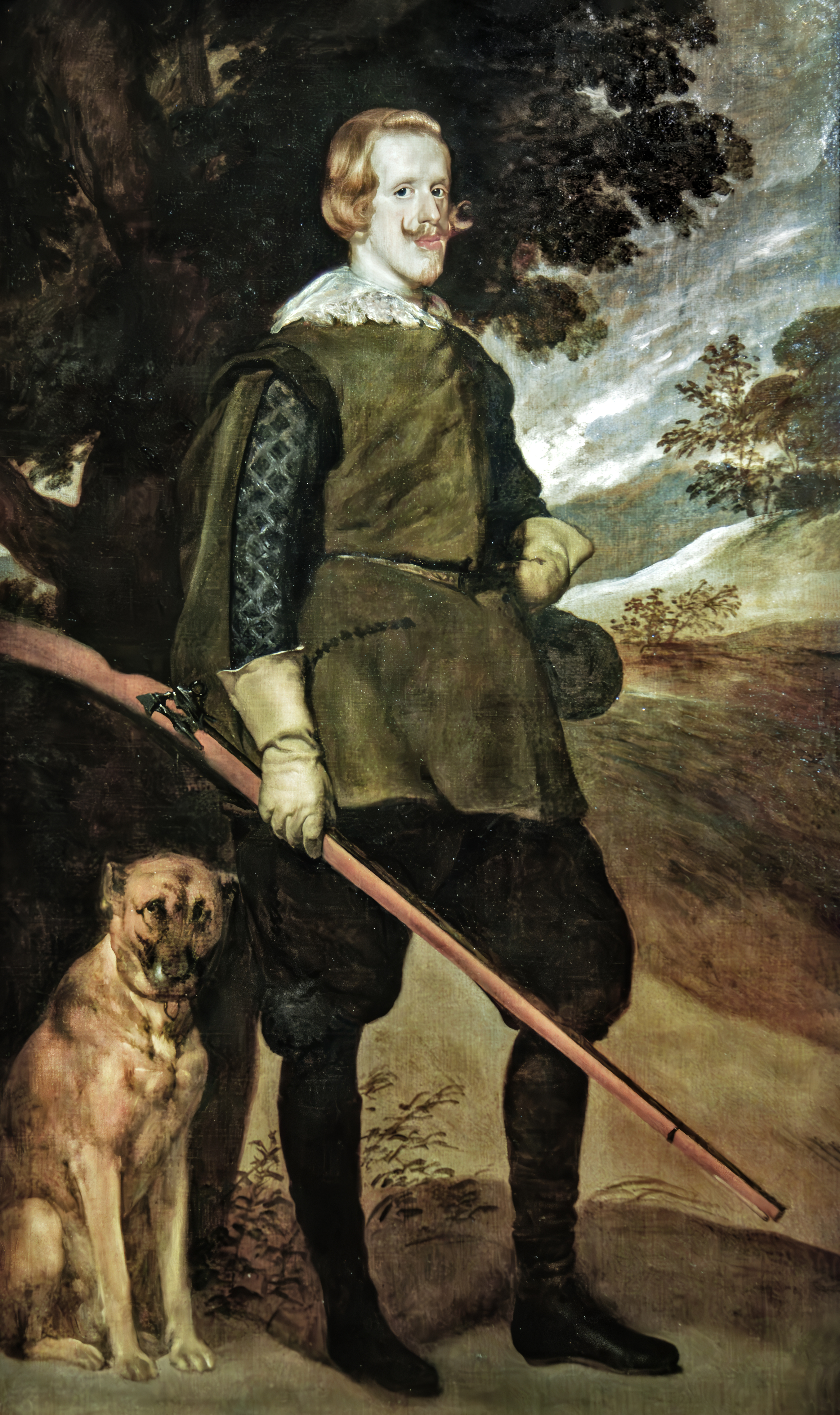
Filip IV som jägare (1632–1634, 200 x 120 cm), oljemålning på duk/verkstadskopia utställd på Musée Goya.

## Velázquez porträtt av kung Filip IV

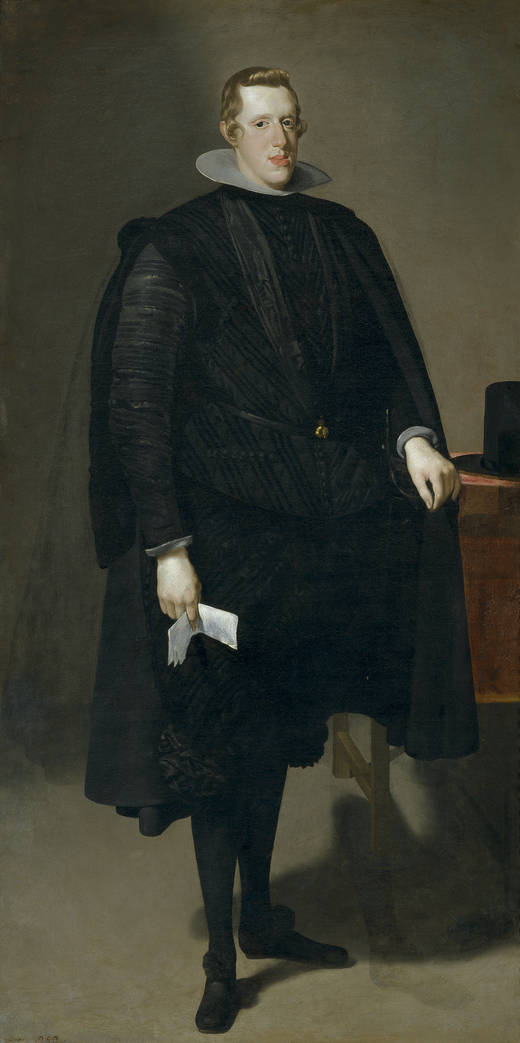
Porträtt av Filip IV (1623), Pradomuseet.
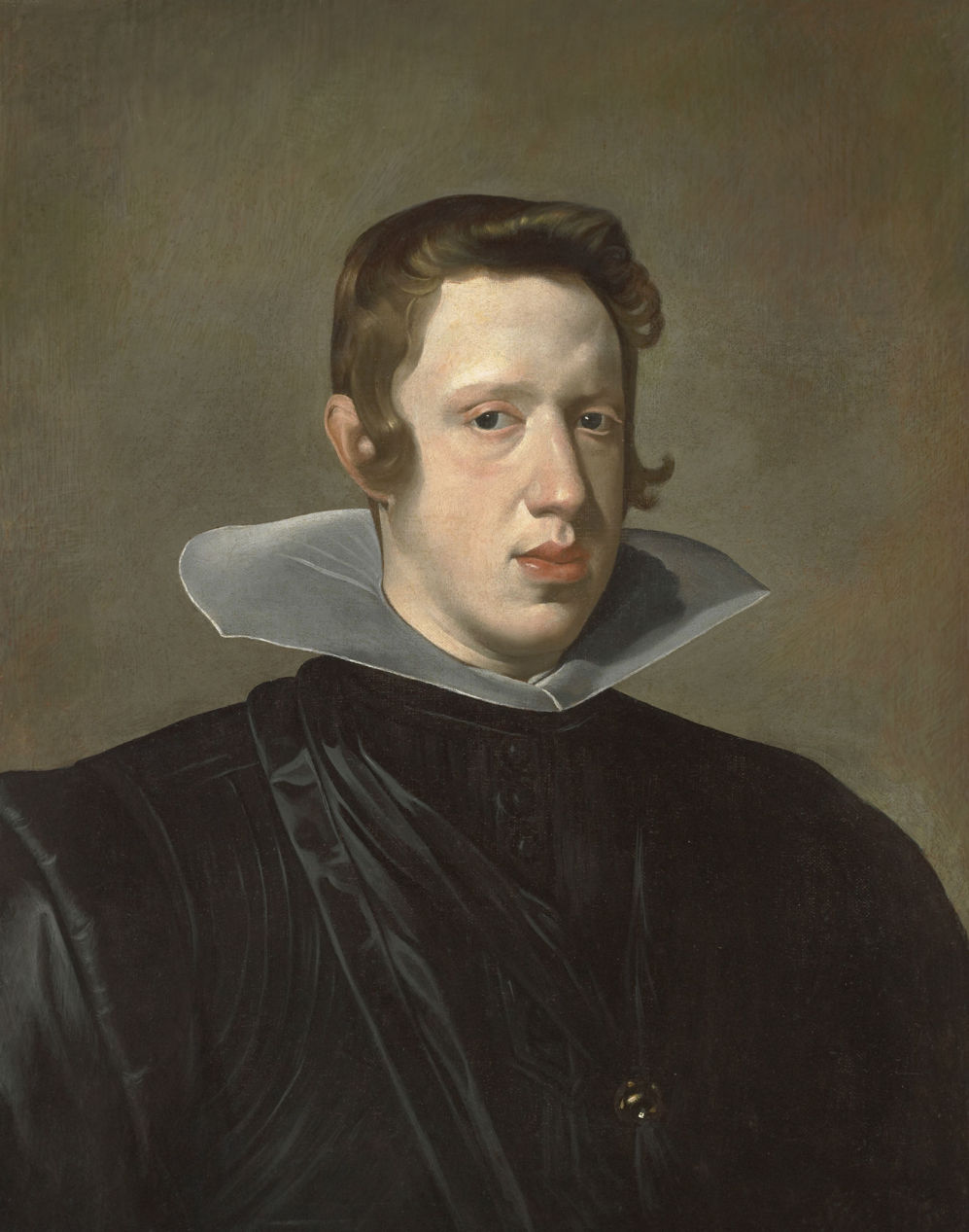
Porträtt av Filip IV (1623–1624), Meadows Museum.
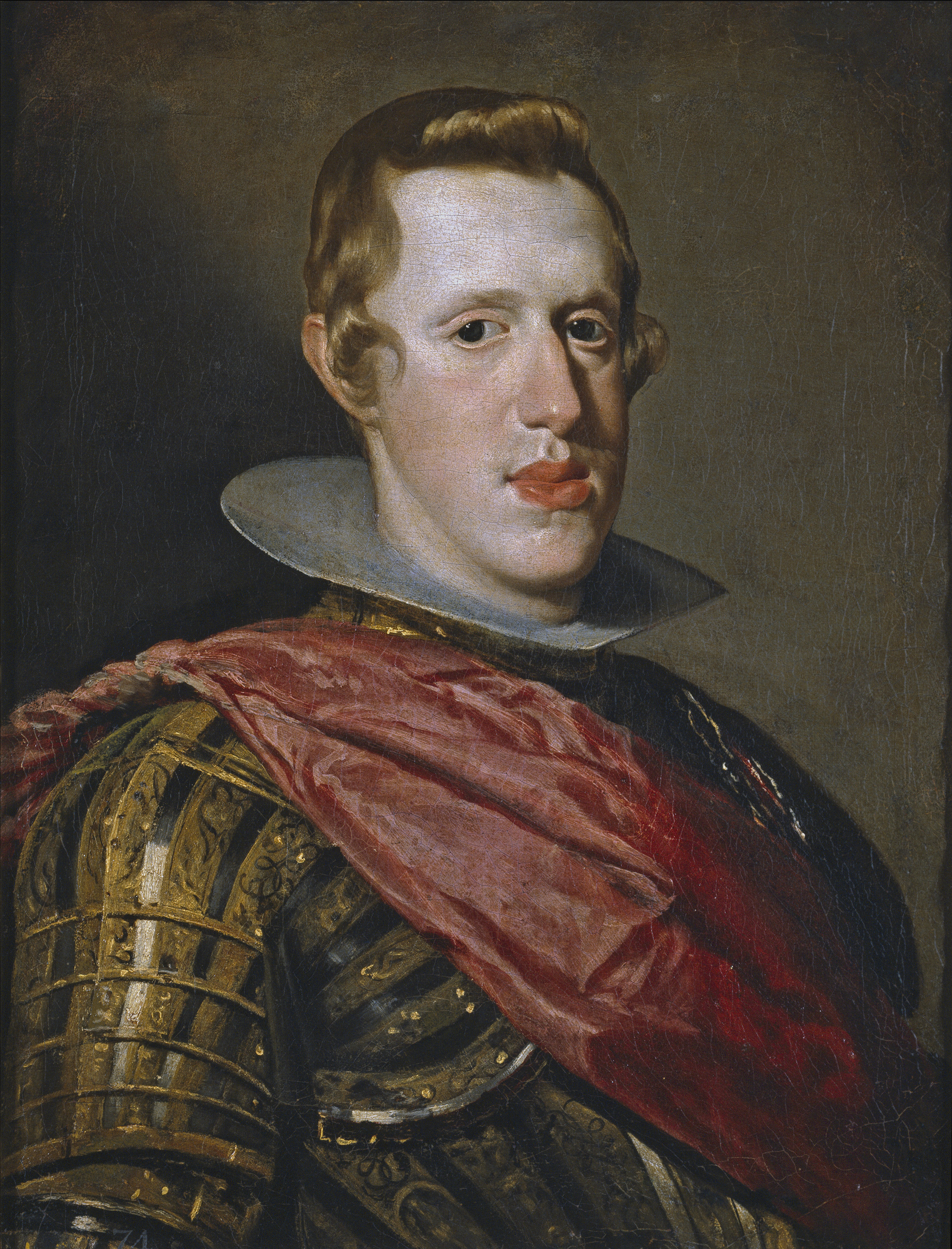
Porträtt av Filip IV i rustning (cirka 1626–1628), Pradomuseet.
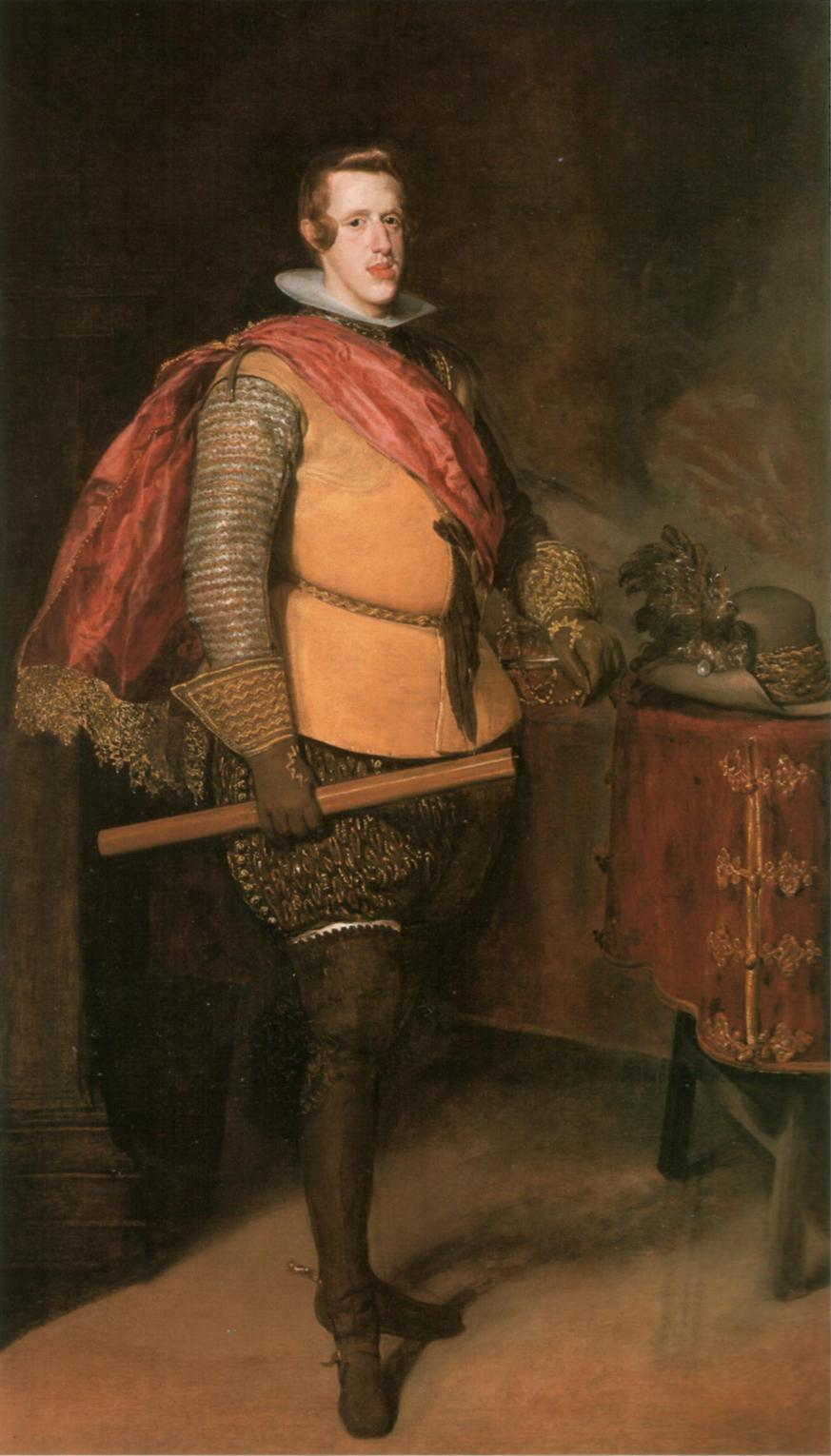
Porträtt av Filip IV (cirka 1627–1628), John and Mable Ringling Museum of Art (omdiskuterad attribuering).
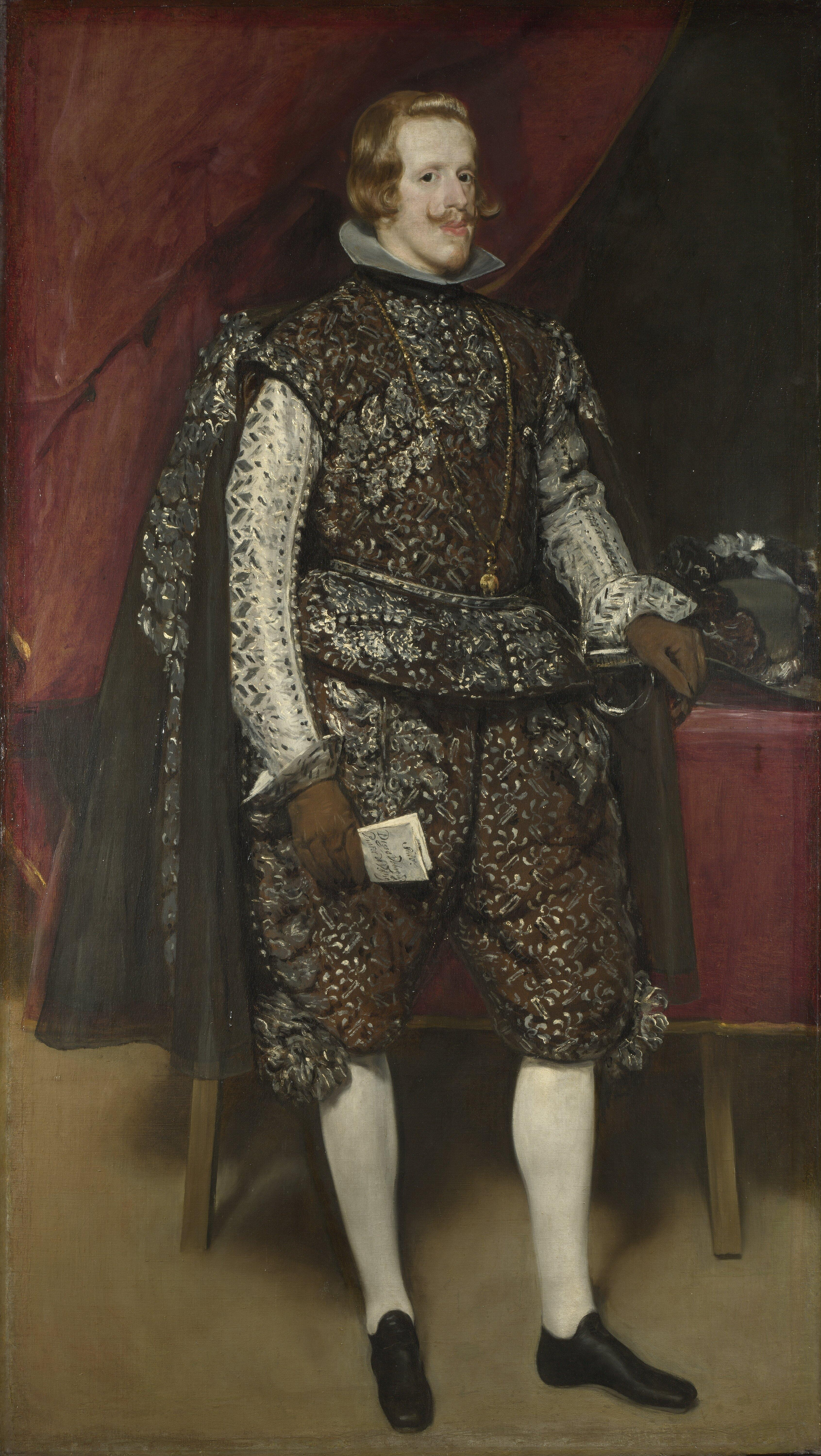
Filip IV i brunt och silver (cirka 1631–1632), National Gallery.
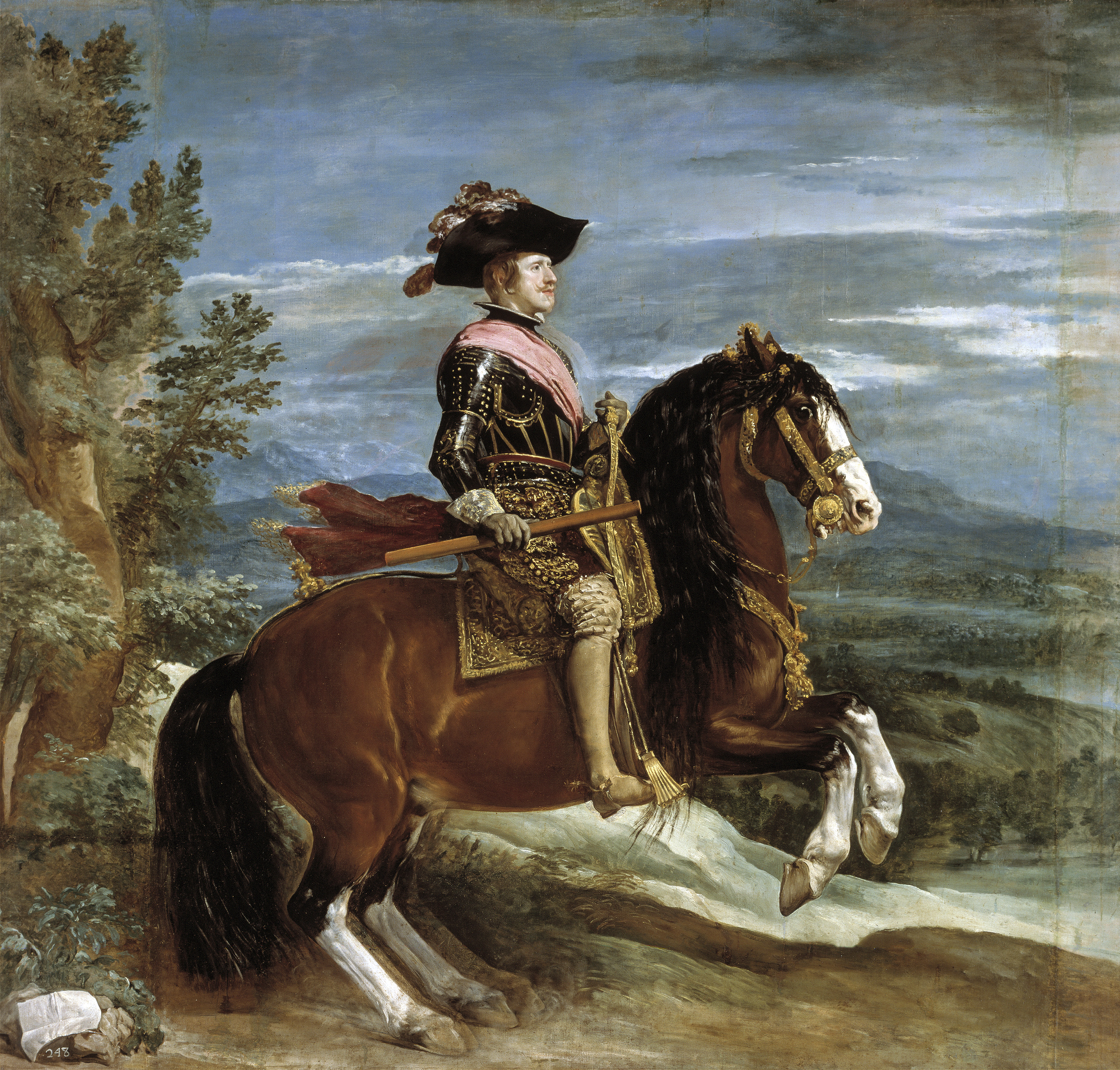
Ryttarporträtt av Filip IV (cirka 1635), Pradomuseet. Jämför Ryttarporträtt av infanten Baltasar Carlos.
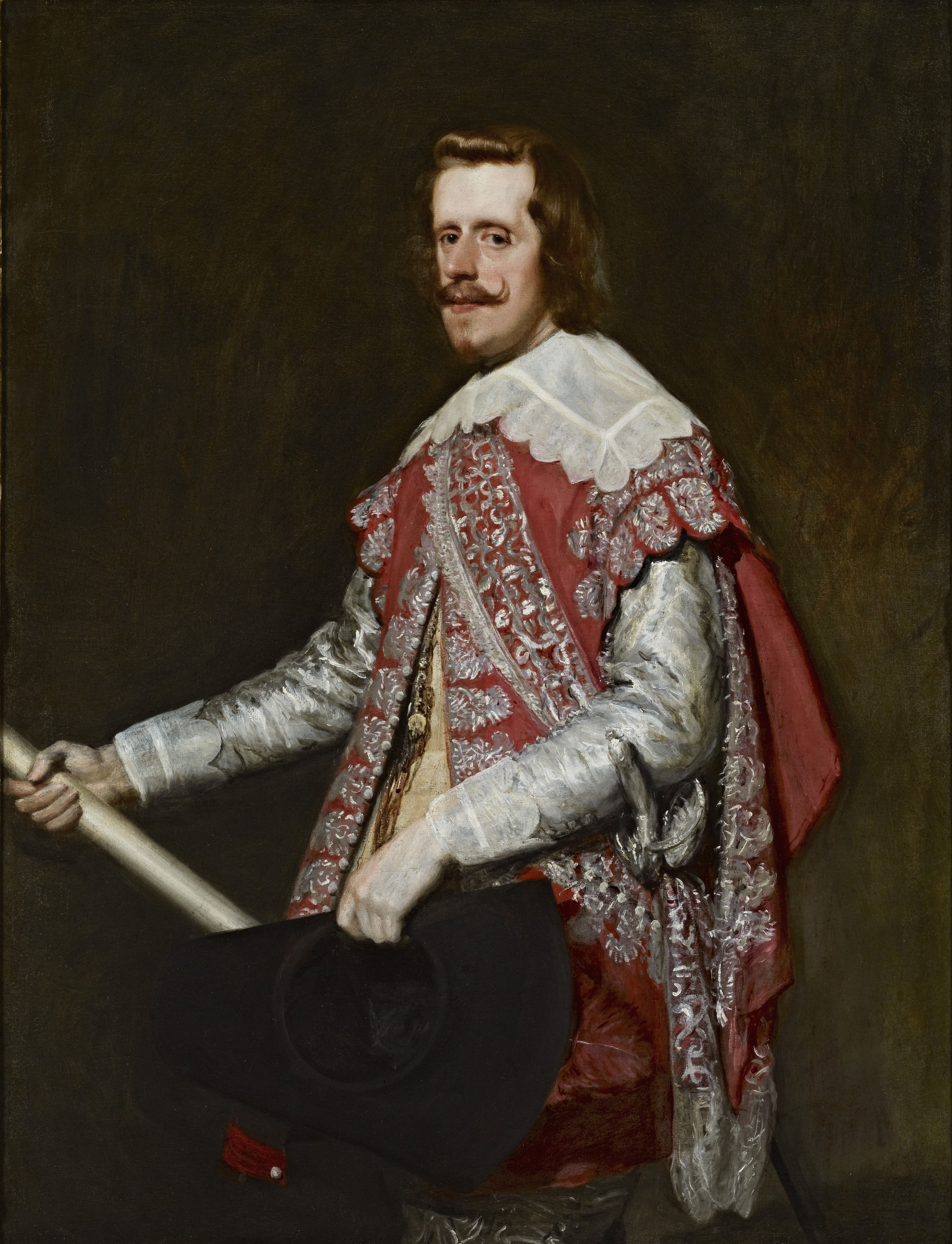
Kung Filip IV av Spanien (1644), Frick Collection.